# Macrocarpaea neblinae
Macrocarpaea neblinae är en gentianaväxtart som beskrevs av Bassett Maguire och Steyerm.. Macrocarpaea neblinae ingår i släktet Macrocarpaea och familjen gentianaväxter. Inga underarter finns listade i Catalogue of Life.